# Pollards Lands
Pollards Lands var en civil parish från 1866 till 1886 då den blev en del av Bishop Auckland and Pollards Lands och 1894 till 1937 då den blev en del av Bishop Auckland och West Auckland, i grevskapet Durham, i England. Civil parish var belägen 13 km från Durham och hade 1 199 invånare år 1931.